# Altona-Neustädter Chaussee

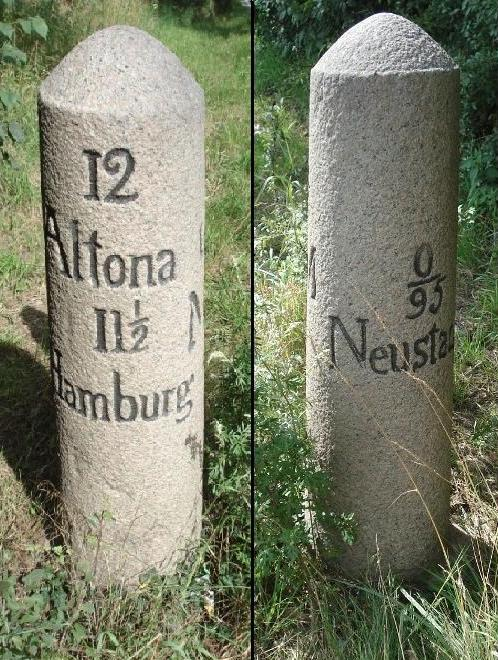
Meilenstein (beide Seiten) der Altona-Neustädter Chaussee (nordöstlich des Süseler Baums) mit den Angaben „Altona 12 M(eilen) – Hamburg 11 ½ M(eilen)“ und „Neustadt 0,95 M(eilen)“

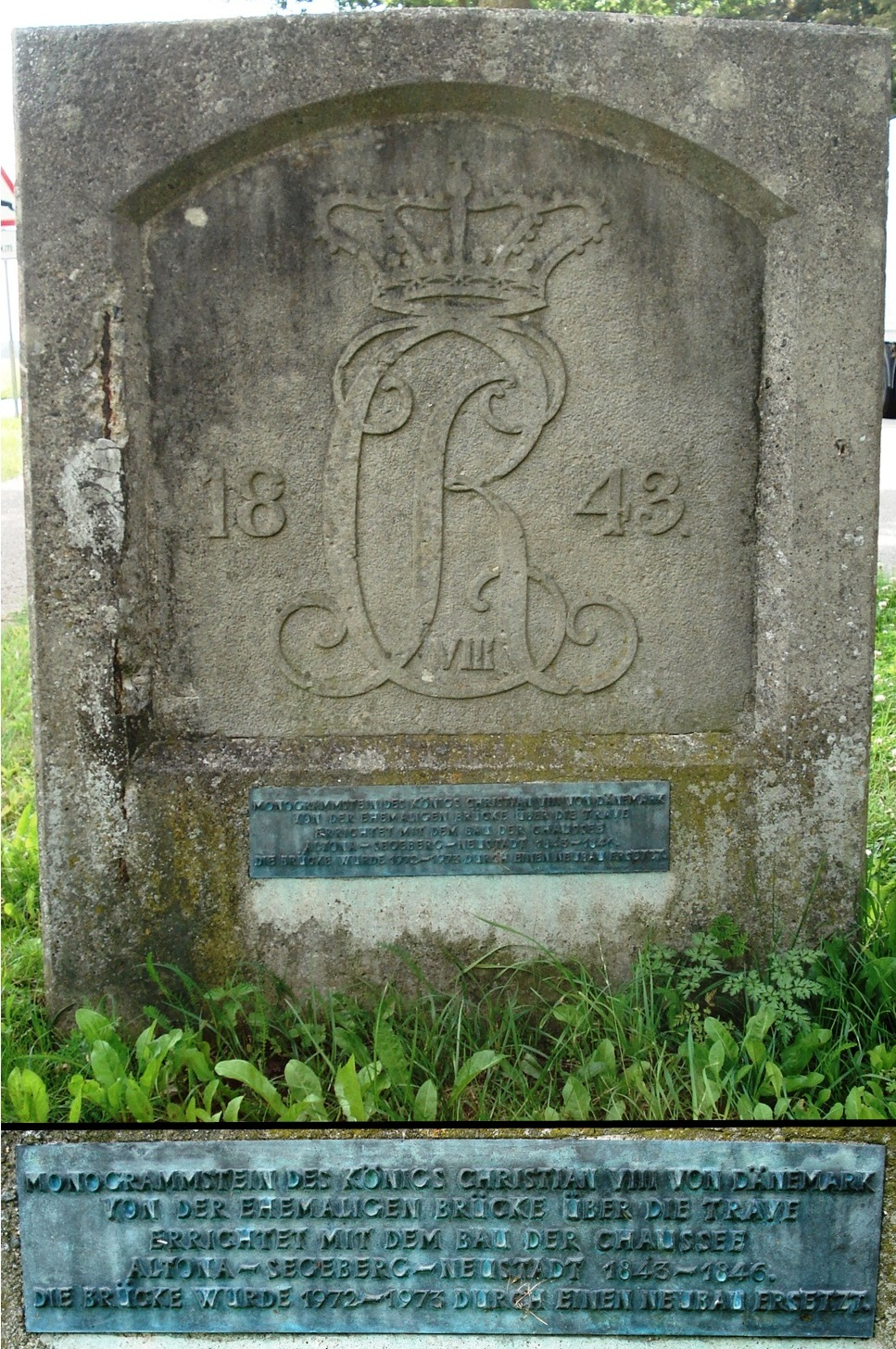
Monogrammstein König Christian VIII., ehemals an einer Brücke über die Trave angebracht, heute am Rastplatz Rote Kate an der B 432

Die Altona-Neustädter Chaussee (auch Altona-Hamburg-Neustädter Chaussee) war eine der ersten Kunststraßen im Herzogtum Holstein; diese Chaussee führte von Altona über Segeberg und Ahrensbök nach Neustadt in Holstein.
Die ca. 91 km lange Landstraße ist nach der Altona-Kieler Chaussee die längste Chaussee in Holstein, die nach dem bei der Makadam-Straße bei Pfingstberg erprobten Verfahren errichtet wurde. Durch ihre Abzweigungen nach Eutin und Lübeck war sie (neben den Straßen von Lübeck nach Hamburg und Altona) einer der zentralen Verkehrswege im östlichen Holstein.

## Geschichte

### Vorgeschichte bis 1842
Der Bau einer Straße zwischen Altona und Neustadt in Holstein wurde ermöglicht, nachdem 1842 im Plöner Vertrag ein Gebietsaustausch zwischen dem Herzogtum Holstein und dem Fürstentum Lübeck vereinbart worden war, der die weit verteilten Besitzungen des Fürstentum Lübeck zu zwei geschlossenen Gebieten zusammenführte – wobei die Lücke zwischen den arrondierten Gebieten um Eutin und Schwartau durch den beabsichtigten Verlauf der Straße, die nur auf Holsteinischem Territorium verlaufen sollte, bedingt war. In dem Plöner Vertrag wurde auch der Bau der Abzweigungen nach Eutin und Lübeck vereinbart.

### Geschichte ab 1842
Die ca. 67 km lange Landstraße (neun Meilen – Dänische Meilen zu 7532,5 Metern) wurde zwischen 1842 und 1845 durch den dänischen König Christian VIII., der in Personalunion auch Herzog von Holstein war, erbaut. Die Straße diente der Verbesserung der Landverbindung zwischen Altona und Neustadt in Holstein, dem nach Kiel zweitwichtigsten (Ostsee-)Hafen in Holstein. Die Gesamtentfernung von Altona nach Neustadt betrug knapp 13 Meilen (ca. 97 km).
Die Straße hatte vom Heidkrug bei Kayhude – wo sie von der Altona-Lübecker Chaussee abzweigte – über Segeberg nach Ahrensbök einen weitestgehend direkten Verlauf – zwischen Ahrensbök nach Neustadt in Holstein musste ein Umweg über Pönitz gemacht werden, um das Gebiet des Fürstentum Lübeck zu umgehen.
Ab 1867 wurde Holstein ein Teil der preußischen Provinz Schleswig-Holstein, der Straßenabschnitt bei Ahrensbök kam durch die 1868 erfolgte Abtretung des Amtes Ahrensbök an das Fürstentum Lübeck.

### Heute
Die verbliebenen Meilensteine in Süsel, Ekelsdorf, Steenrade, Flachsröste, Gnissau und Hörsten stehen im Kreis Ostholstein als Kulturdenkmale unter Denkmalschutz:

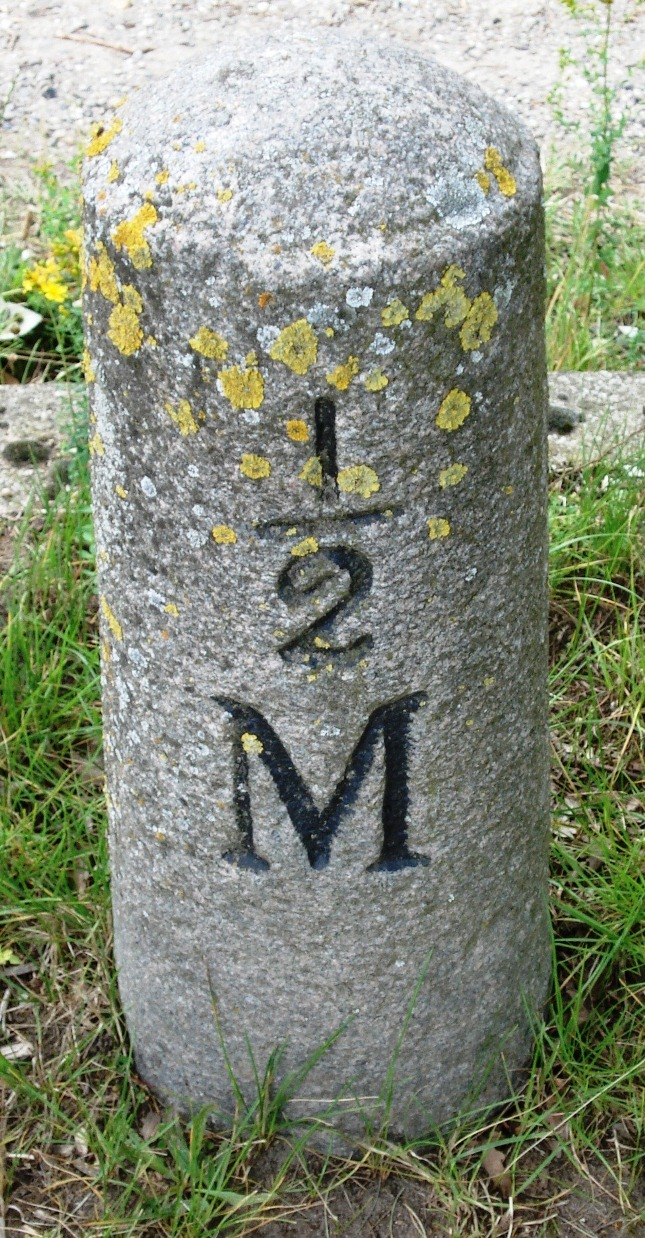
Halbmeilenstein Ekelsdorf
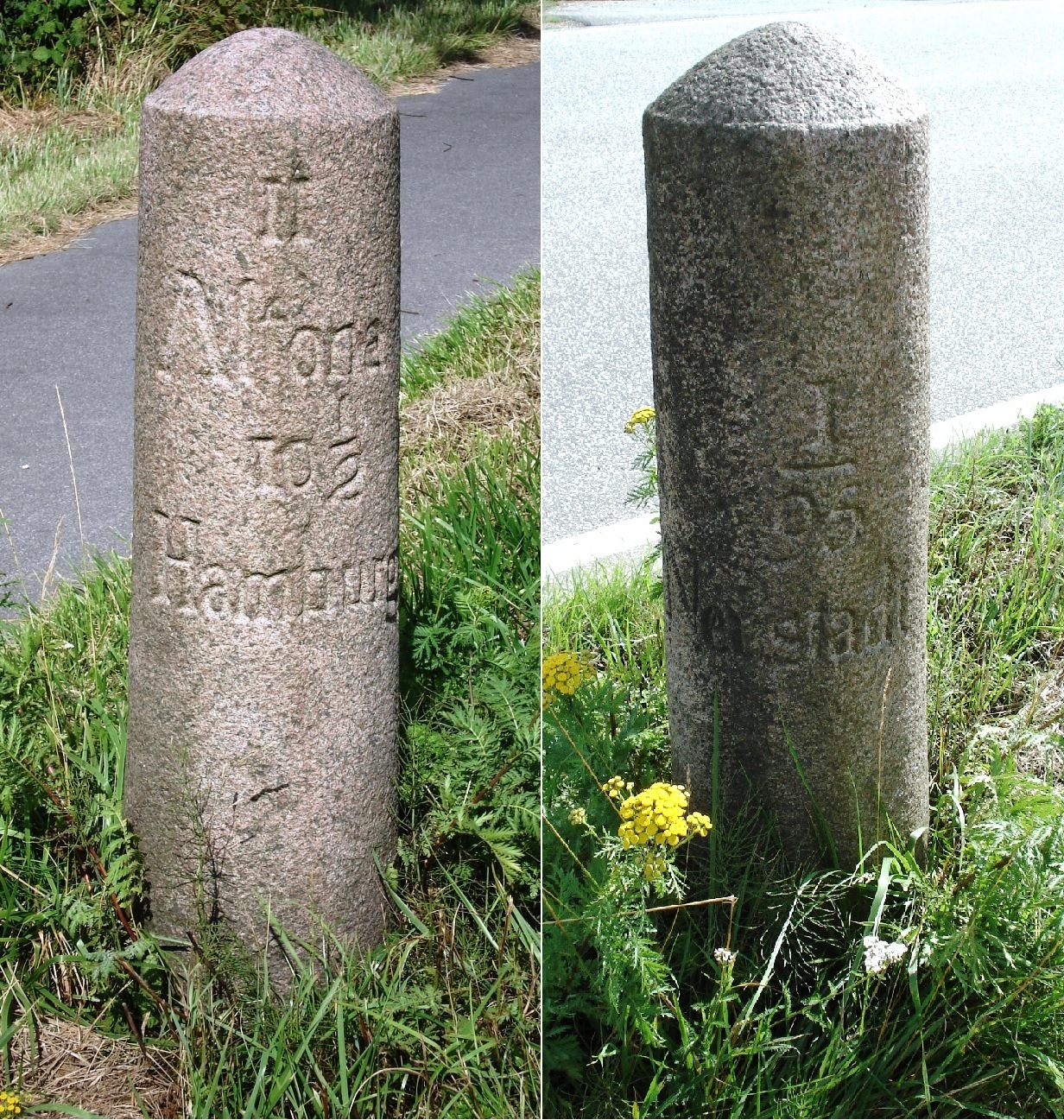
Meilenstein (11 Meilen bis Altona, 10,5 Meilen bis Hamburg, 1,95 Meilen bis Neustadt) bei Steenrade
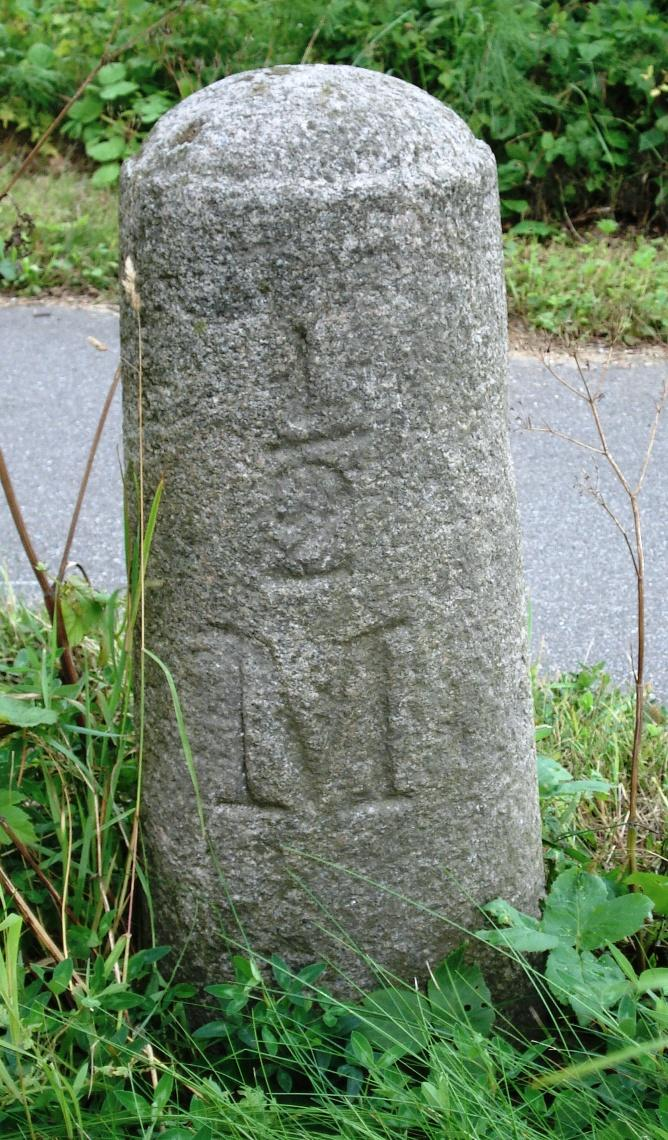
Halb-Meilenstein der Altona-Neustädter-Chaussee (bei Flachsröste, gegenüber der Gedenkstätte Ahrensbök)
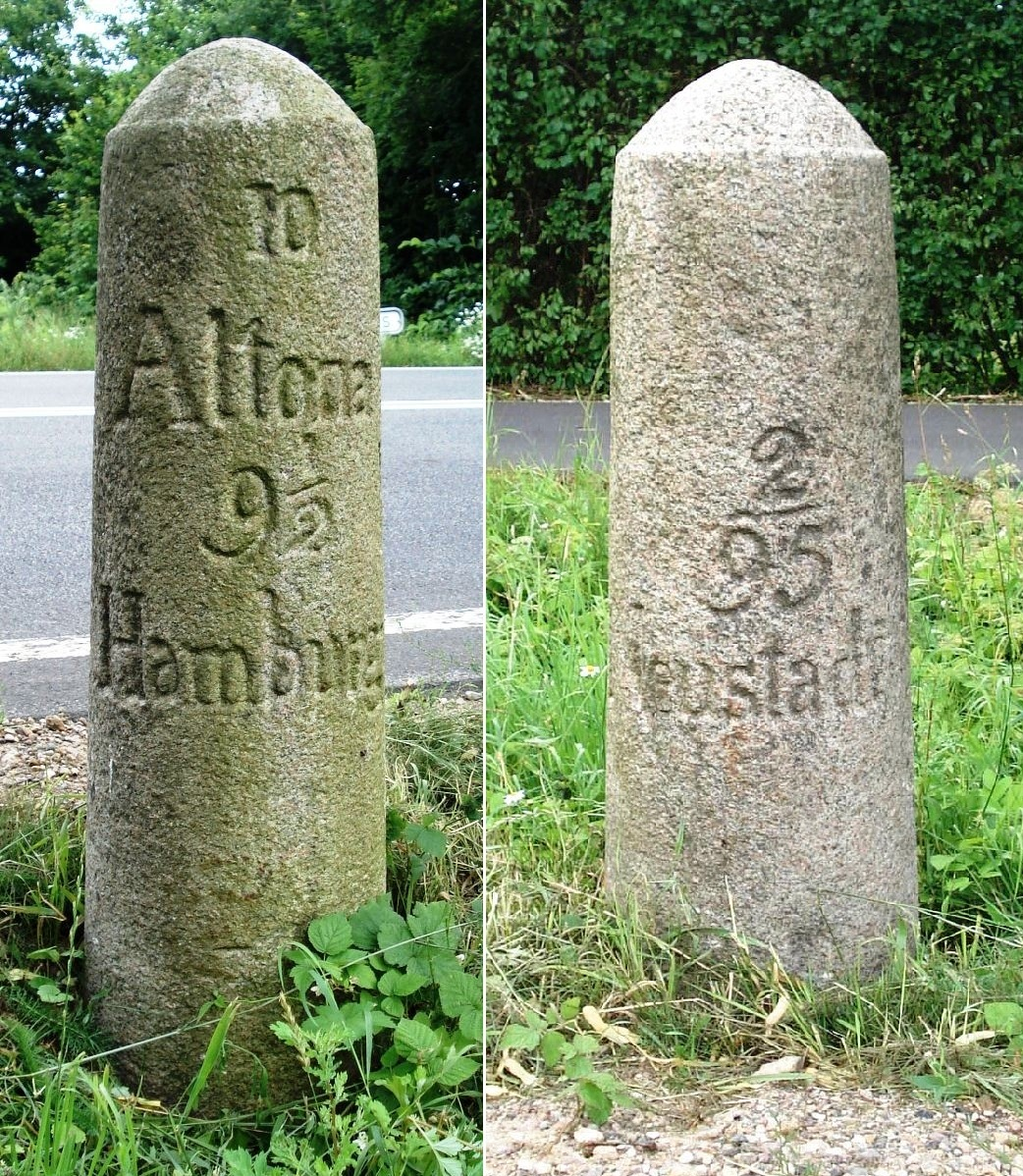
Meilenstein (10 Meilen bis Altona, 9,5 Meilen bis Hamburg, 2,95 Meilen bis Neustadt) bei Hörsten
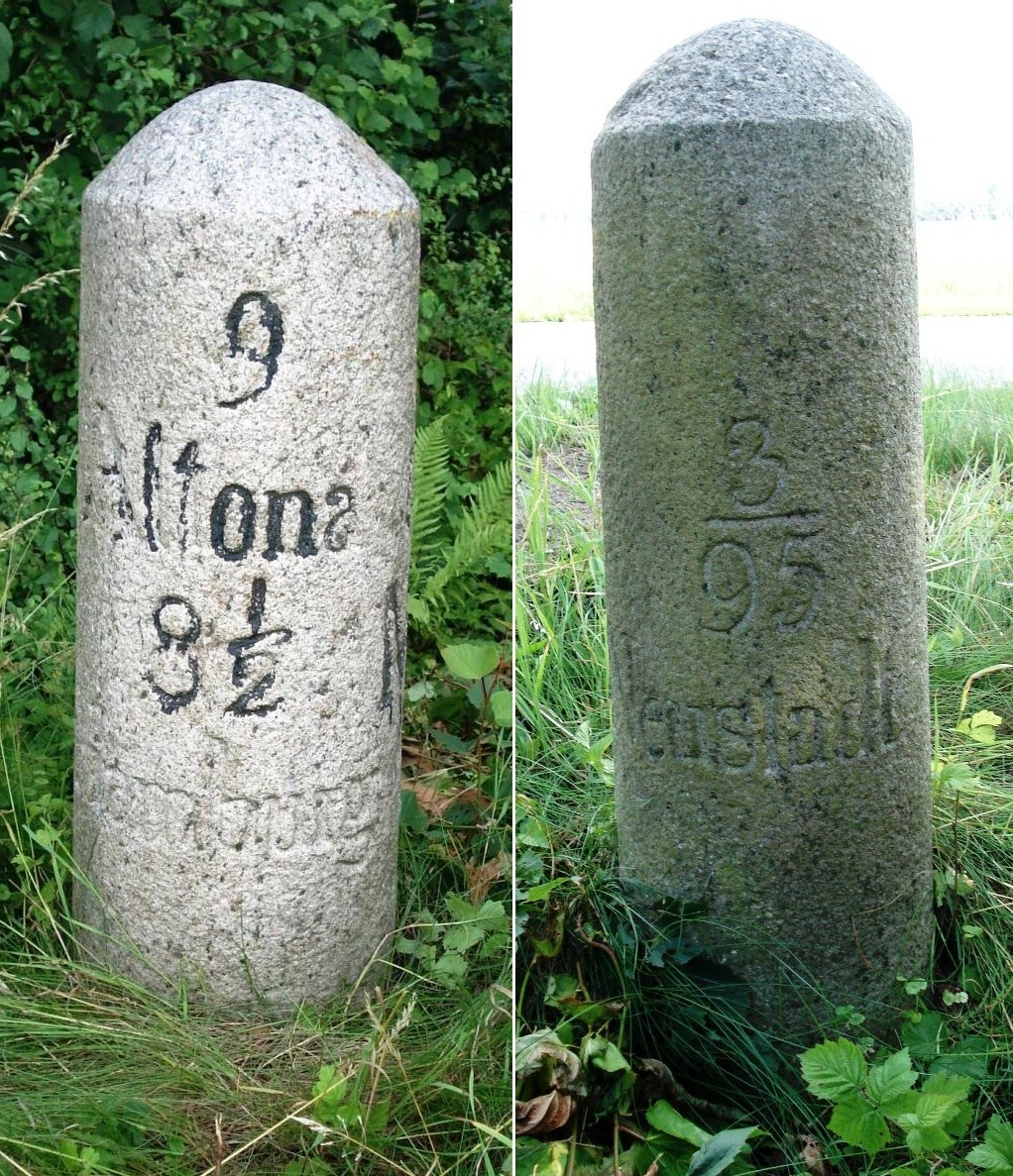
Meilenstein (9 Meilen bis Altona, 8,5 Meilen bis Hamburg, 3,95 Meilen bis Neustadt) bei Wensin / Rote Kate (Kreis Segeberg)

Dem Verlauf der Altona-Neustädter Chaussee  
- von Kayhude – ab Abzweig L 82 – über Itzstedt, Leezen, Bad Segeberg und Ahrensbök nach Pönitz folgt heute die Bundesstraße 432
- von Pönitz über Ekelsdorf und Süsel nach Neustadt in Holstein folgt ihr die L 309.

## Strecke nach Eutin
Die Verbindung der Altona-Neustädter Chaussee nach Eutin wurde zwischen Eutin und dem Süseler Baum (der mit einem Schlagbaum versehenen Chausseegeldhebestelle) bei Süsel errichtet. Diesem Verlauf folgt heute die Bundesstraße 76.

## Strecke nach Lübeck
Die Verbindung der Altona-Neustädter Chaussee nach Lübeck begann südlich von Pönitz (wo die Altona-Neustädter Chaussee in Richtung Westen abknickt) und verlief über Pansdorf und Schwartau nach Lübeck. Diesem Verlauf folgt heute die L 309 bis zur Einmündung in Bundesstraße 206 nahe dem Lübecker Hauptbahnhof. 

## Sonstiges
- Von dem Verlauf der Altona-Neustädter Chaussee zeugen zahlreiche Meilensteine und Halbmeilensteine entlang der heute noch genutzten Strecke (→Liste).

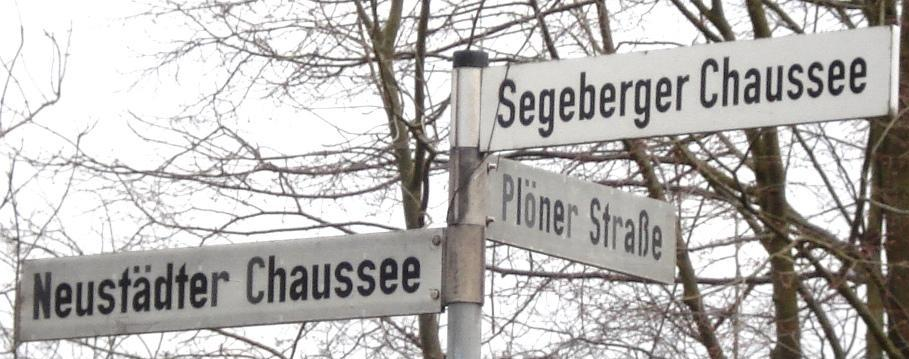
Straßenschilder „Neustädter Chaussee“ / „Segeberger Chaussee“ in Ahrensbök
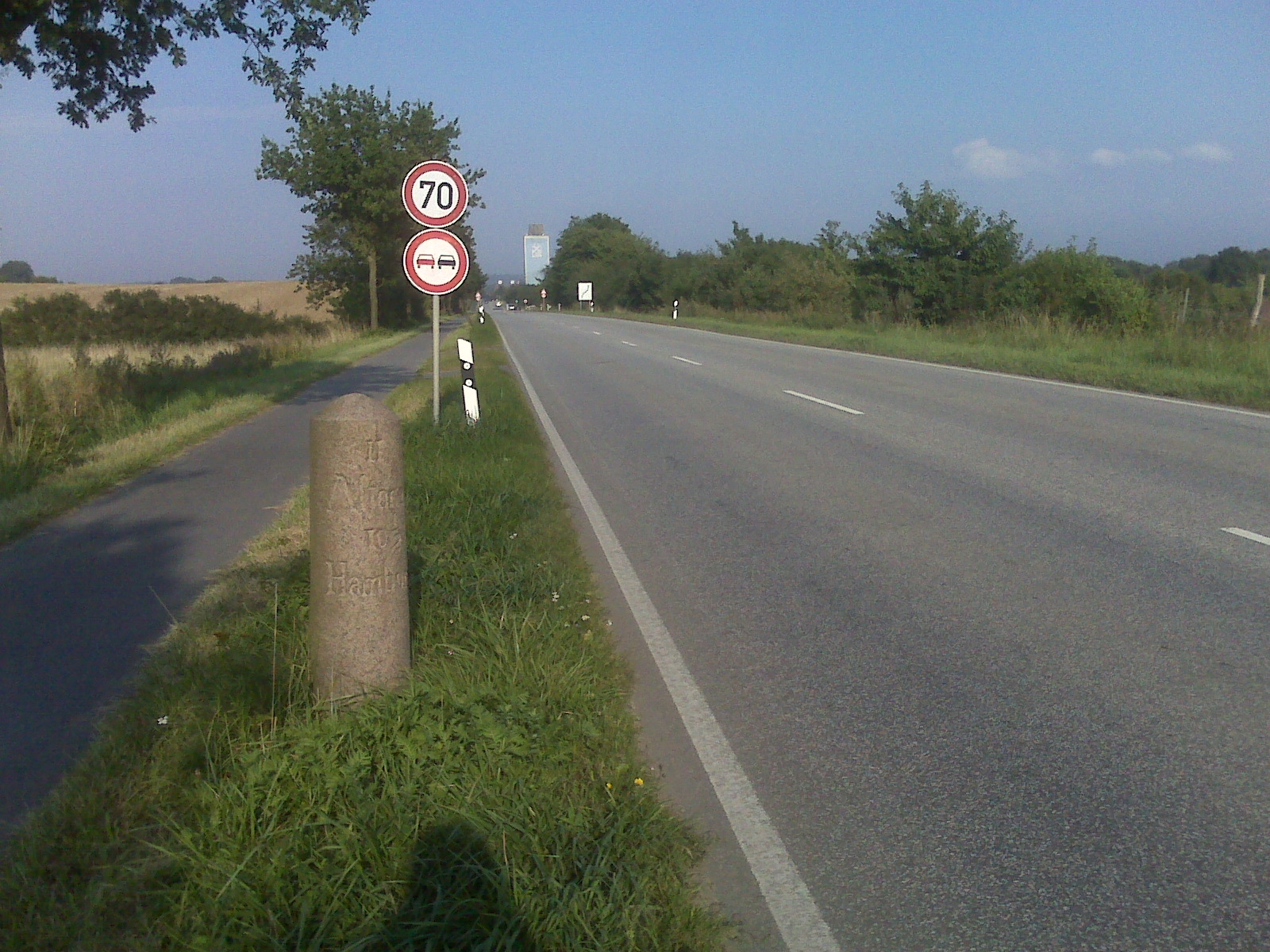
Chaussee zwischen Ahrensbök und Pönitz

- Auf ehemalige Chausseegeldhebestellen bzw. deren Schlagbäume gehen die Ortsbezeichnungen „Süseler Baum“ und „Borsteler Baum“ zurück. An die Chaussee erinnern die Straßennamen „Segeberger Chaussee“ (mehrfach in Hamburg und Schleswig-Holstein) und „Neustädter Chaussee“ (bei Ahrensbök).